# Ceratitis melanopus
Ceratitis melanopus är en tvåvingeart som först beskrevs av Erich Martin Hering 1942.  Ceratitis melanopus ingår i släktet Ceratitis och familjen borrflugor. Inga underarter finns listade i Catalogue of Life.